# Андреева, Зинаида Еливкериевна
Зинаида Еливкериевна Андреева (род. 16 октября 1945, СССР) — заслуженная артистка России (1997). Артистка Малого театра.

## Биография
В 1968 году окончила Театральное училище им. Б.В. Щукина.
С 1969 года — в Малом театре.
С 2004 по 2010 год принимала участие в создании детской познавательной передачи «Сказки Баженова» на телеканале НТВ.
Занимается режиссурой. Является режиссёром таких спектаклей Малого театра, как «Вишнёвый сад» (постановка Игоря Ильинского), «Не было ни гроша, да вдруг алтын» (постановка Эдуарда Марцевича), «Снежная королева», «Сказка о царе Салтане», «Свадьба, свадьба, свадьба!» (постановка Виталия Иванова), «Свадьба Кречинского», «Иванов» (постановка Виталия Соломина), «Король Густав Васа» (постановка Александра Нордстрёма), «Горе от ума», «Правда — хорошо, а счастье лучше», «Мнимый больной» (постановка Сергея Женовача).

## Театральные работы

### Роли в Малом театре
- 1990 — «Мещанин во дворянстве» Ж. — Б. Мольера — ученик учителя философии
- 1992 — «Дядюшкин сон» по повести Ф. М. Достоевского — Анна Николаевна
- 1993 — «Царь Петр и Алексей» по пьесе Ф. Н. Горенштейна «Детоубийца» — негритенок и Аксинья Трофимова
- 1993 — «Царь Фёдор Иоаннович» А. Н. Толстого — княжна Мстиславская
- 1994 — «Вишневый сад» А. П. Чехова — гостья
- 1995 — «Не было ни гроша, да вдруг алтын» А. Н. Островского — девица
- 1995 — «Снежная королева» Е. Шварца — Маленькая разбойница
- 1996 — «Конек-горбунок» П. П. Ершова — Кобылица
- 1999 — «Король Густав » А. Стриндберга — Королева Маргерета
- 2002 — «Горе от ума» А. С. Грибоедова — княжна Тугоуховская и Графиня-бабушка Хрюмина
- 2003 — «Не было ни гроша, да вдруг алтын» А. Н. Островского — Настя
- 2005 — «Правда — хорошо, а счастье лучше» А. Н. Островского — Пелагея Григорьевна Зыбкина
- 2006 — «Волки и овцы» А. Н. Островского — Анфуса Тихоновна
- 2006 — «Бедность не порок» А. Н. Островского — Арина
- 2009 — «Умные вещи» С. Я. Маршака — Царица
- 2013 — «Село Степанчиково и его обитатели» по повести Ф. М. Достоевского — Генеральша
- 2016 — «Не всё коту масленица» А. Н. Островского — Феона
- 2017 — «Визит старой дамы» Ф. Дюрренматта — Матильда и Горожанка
- 2019 — «Снежная королева» Е. Шварца (по Г. Х. Андерсену) — Бабушка
- 2020 — «Рождество в доме Купьелло» Эдуардо Де Филиппо — Армида Романелло

## Фильмография
- 2004 — Виола Тараканова. В мире преступных страстей
- 1992 — Ка-ка-ду — эпизод
- 1986 — Женитьба Бальзаминова — Химка
- 1985 — Ревизор — Марья Антоновна, дочь городничего
- 1981 — Царь Федор Иоаннович — сенная девушка
- 1981 — Вызов
- 1978 — Господа Головлёвы — Любинька
- 1977 — Горе от ума — княжна Тугоуховская
- 1974 — Дом Островского — эпизод
- 1971 — Коммунары — Надюшка внучка кулака

## Озвучивание
Телепередачи:
- 2004—2010 — Сказки Баженова

Мультфильмы:
- 1975 — Завтра — день рождения бабушки — читает стихи
- 1975 — Дядя Фёдор, пёс и кот — Дядя Фёдор

Компьютерные игры:
- 2004 — Prince of Persia: Warrior Within — Шади, слуга Императрицы Времени